# Acraea limonata
Acraea limonata är en fjärilsart som beskrevs av Eltringham 1912. Acraea limonata ingår i släktet Acraea och familjen praktfjärilar. Inga underarter finns listade i Catalogue of Life.